# استطاعة شمعية

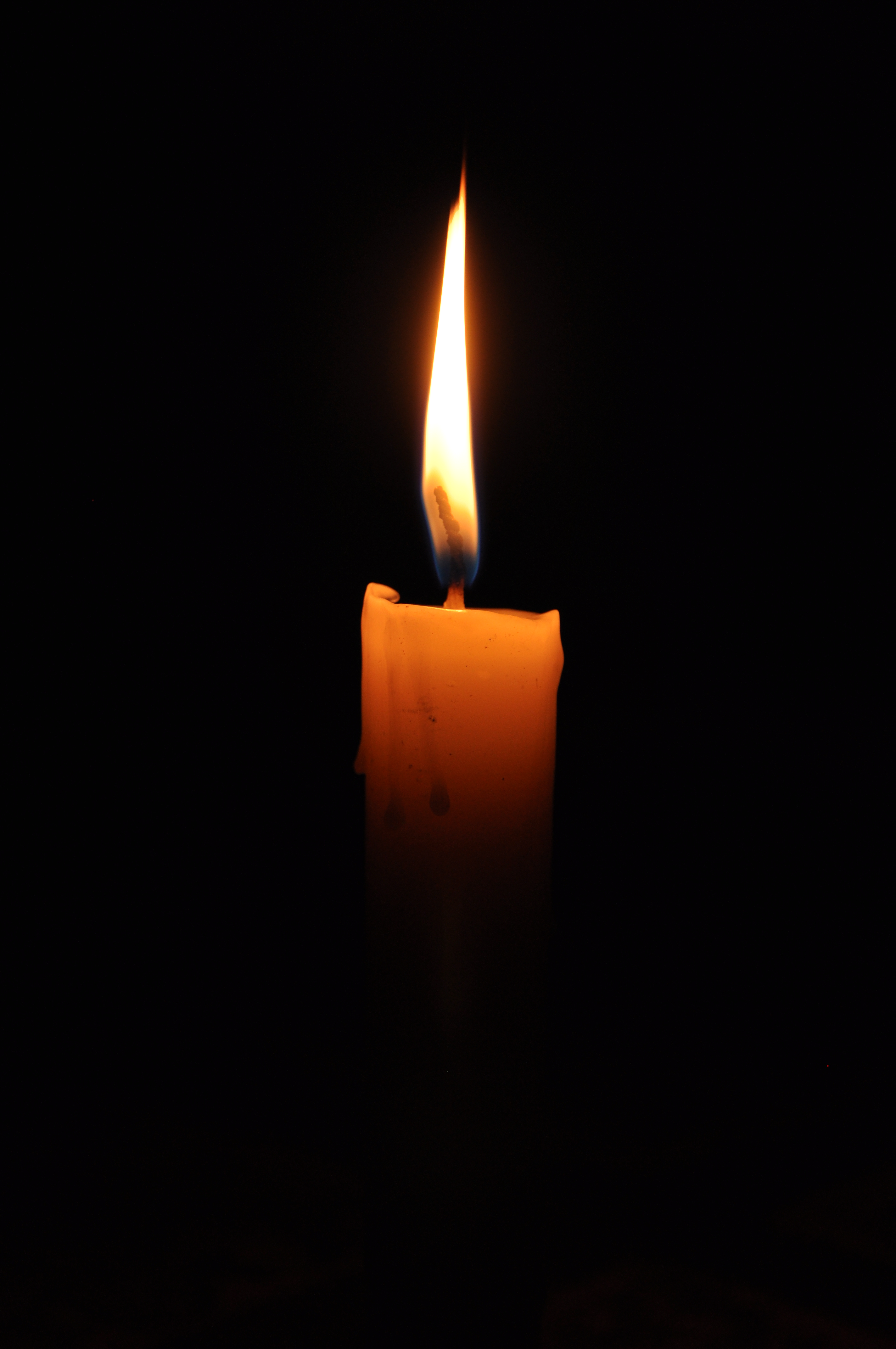
شمعة

القُدرة الشمعيّة أو الاستطاعة الشمعية (بالإنجليزية: Candlepower)‏، تُختصر ب cp أو CP، هي وحدة قديمة لقياس شدة الإضاءة. تعبر عن مستويات شدة الضوء بالنسبة للضوء المنبعث من شمعة ذات حجم ومكونات محددة.
الاستطاعة الشمعية التاريخية تساوي 0.981 قنديلة، ما يعادل 1/60 من الشدّة الإضائية لسنتيمتر مربع واحد من جسم أسود عند درجة حرارة مقدارها 1773 مئويّة.
في الاستخدام الحديث، تُستخدم الاستطاعة الشمعية أحيانًا كمرادف للقنديلة.

## التاريخ
ظهر مصطلح الاستطاعة الشمعية في الأصل في المملكة المتحدة، بموجب قانون الغاز المتروبوليتان عام 1860، على أنه الضوء الصادر من شمعة عنبرية نقية تزن 1/6 باوند (76 جرام) وتحترق بمعدل 120 نقطة في الساعة (7.8 جرام في الساعة). تستخلص العنبرية من رؤوس حيتان العنبر وكانت تستخدم في الماضي لصنع شموع عالية الجودة.
في الوقت الذي أعلنت المملكة المتحدة فيه استخدام الاستطاعة الشمعية كوحدة لقياس شدة الإضاءة، أعلنت فرنسا عن استخدام موقد كارسيل كمعيار لقياس شدة الإضاءة. جاء في الإعلان أن الوحدة هي الضوء الصادر من مصباح يحرق زيت السلجم النقي (يتم الحصول عليه من بذور نبات براسيكا كامبستريس) بمعدل محدد، وأن قيمته تساوي عشرة شموع قياسية.
في عام 1909، اجتمعت العديد من الهيئات العلمية من دول مختلفة لوضع معيار دولي. حضر الاجتماع ممثلي المعمل الرئيسي للكهرباء من فرنسا، المختبر الفيزيائي الوطني من المملكة المتحدة، المعهد الوطني للمعايير والتقنية من الولايات المتحدة الأمريكية ومعمل أبحاث الفيزياء من ألمانيا. أقرت الأغلبية في هذا الاجتماع إعادة تعريف وحدة الشمعة لتكون على أساس المصباح الكهربي ذي الفتيل الكربوني. بينما اعترضت ألمانيا وقرروا استخدام تعريف يساوي 9/10 من الضوء الصادر من مصباح هيفنر.
.
في عام 1921 ، أعادت اللجنة الدولية للإضاءة (يشار إليها عمومًا باسم CIE) تعريف الشمعة الدولية مرة أخرى من حيث المصباح المتوهج ذي الفتيل الكربوني.
في عام 1937، أعيد تعريف الشمعة الدولية مرة أخرى- مقابل الكثافة المضيئة لجسم أسود عند نقطة تجمد البلاتين السائل والتي كانت 58.9 شمعة دولية لكل سنتيمتر مربع.
في عام 1948، حلت الوحدة الدولية (SI) محل الشمعة. تساوي وحدة الشمعة حوالي 0.981 قنديلة. في الوقت الحالي، إزدادت قيمة الاستطاعة الشمعية زيادة طفيفة عن قيمتها القديمة لتصبح وحدتها تعادل وحدة قنديلة الآن.

## معايرة المصابيح
لقياس وحدة الاستطاعة الشمعية للمصباح، يمكن للشخص أن يحكم بالعين على السطوع النسبي للأسطح المجاورة لها، أحدهما مضاء فقط بمصباح قياسي (أو شمعة) والآخر بواسطة المصباح قيد الاختبار. ثم يقوم الشخص بتعديل مسافة أحد المصابيح مع تثبيت المصباح الأخر في مكانه، حتى يظهر أن السطحين متساويان في السطوع. بعد ذلك يتم حساب الاستطاعة الشمعية للمصباح قيد الاختبار بمعلومية مسافتين وقانون التربيع العكسي.

## الاستخدام الحديث
يعتبر مصطلح الاستطاعة الشمعية مصطلح قديم إلى حد كبير. ومع ذلك، لا يزال الناس يستخدمونها أحيانًا لوصف شدة إضاءة المصابيح الكاشفة عالية الطاقة والمصابيح الكاشفة. يمكن أن تحتوي الأضواء الضيقة من جميع الأنواع على مواصفات عالية جدًا للاستطاعة الشمعية، لأن الاستطاعة الشمعية تقيس شدة الضوء على الهدف، بدلاً من إجمالي كمية الضوء التي تشعها. يتمتع مصباح معين بتصنيف أعلى لالاستطاعة الشمعية إذا كان ضوءه أكثر تركيزًا.
فقط عدد قليل من مصادر الضوء الاصطناعي، قنابل الفلاش الضوئي العسكرية على سبيل المثال، لديها تصنيفات عالية جدًا للاستطاعة الشمعية المميزة للأضواء الكاشفة الضيقة، ولكن في نفس الوقت، توزيع واسع غير مركز للضوء.

## وصلات خارجية
- شمعة دولية على موقع سيز. كوم.
- نبذة تاريخية عن الإضاءة، دراسة نشرت عام 2004 من مجموعة ولفستون.
- "نشأة صناعة المصابيح المتوهجة". مجلة العلوم الهندسية والتعليم
- كوتينجتون، إيان إي (فبراير 1986). "البلاتين ومعيار الضوء - مراجعة انتقائية للاقتراحات التي أدت إلى وحدة دولية لكثافة الإضاءة" (PDF). مراجعة معادن البلاتين. ص 30.